# Utslagsspelet av Copa Libertadores 2012
Utslagsspelet av Copa Libertadores 2012 började den 25 april 2012 med åttondelsfinalerna och kommer avslutas den 5 juli 2012 med finalen.

## Format
Varje möte förutom finalen spelas i två matcher varav en är på hemmaplan. Laget med flest antal gjorda mål i de båda matcherna går vidare till nästa omgång. Om båda lagen har gjort lika många mål räknas bortamålsregeln. Om bortamål också är lika spelas en trettio minuters förlängning, med två halvlekar på 15 minuter vardera. Om mål gjorts under förlängningen fast det fortfarande är oavgjort så används återigen bortamålsregeln. Om inga mål gjorts under förlängningen avgörs matchen genom en straffsparksläggning.

## Kvalificerade lag
| Nr | Lag                  | S | V | O | F | GM | IM | MS  | P  |
| -- | -------------------- | - | - | - | - | -- | -- | --- | -- |
| 1  | Fluminense           | 6 | 5 | 0 | 1 | 7  | 4  | +3  | 15 |
| 2  | Corinthians          | 6 | 4 | 2 | 0 | 13 | 2  | +11 | 14 |
| 3  | Santos               | 6 | 4 | 1 | 1 | 12 | 5  | +7  | 13 |
| 4  | Universidad de Chile | 6 | 4 | 1 | 1 | 11 | 6  | +5  | 13 |
| 5  | Libertad             | 6 | 4 | 1 | 1 | 11 | 7  | +4  | 13 |
| 6  | Vélez Sarsfield      | 6 | 4 | 0 | 2 | 10 | 6  | +4  | 12 |
| 7  | Lanús                | 6 | 3 | 1 | 2 | 11 | 6  | +5  | 10 |
| 8  | Unión Española       | 6 | 3 | 1 | 2 | 10 | 7  | +3  | 10 |

| Nr | Lag               | S | V | O | F | GM | IM | MS | P  |
| -- | ----------------- | - | - | - | - | -- | -- | -- | -- |
| 1  | Boca Juniors      | 6 | 4 | 1 | 1 | 9  | 3  | +6 | 13 |
| 2  | Vasco da Gama     | 6 | 4 | 1 | 1 | 10 | 6  | +4 | 13 |
| 3  | Atlético Nacional | 6 | 3 | 2 | 1 | 16 | 8  | +8 | 11 |
| 4  | Cruz Azul         | 6 | 3 | 2 | 1 | 11 | 4  | +7 | 11 |
| 5  | Deportivo Quito   | 6 | 3 | 1 | 2 | 11 | 4  | +7 | 10 |
| 6  | Bolívar           | 6 | 3 | 1 | 2 | 9  | 7  | +2 | 10 |
| 7  | Emelec            | 6 | 3 | 0 | 3 | 7  | 8  | −1 | 9  |
| 8  | Internacional     | 6 | 2 | 2 | 2 | 10 | 6  | +4 | 8  |

## Utslagsspel

### Åttondelsfinaler
| Lag 1                | Totalt | Lag 2             | Match 1 | Match 2   |
| -------------------- | ------ | ----------------- | ------- | --------- |
| Fluminense           | 4:1    | Internacional     | 0–0     | 2–1       |
| Corinthians          | 4:1    | Emelec            | 0–0     | 3–0       |
| Santos               | 3:3    | Bolívar           | 1–2     | 8–0       |
| Universidad de Chile | 3:3    | Deportivo Quito   | 1–4     | 6–0       |
| Libertad             | 4:1    | Cruz Azul         | 1–1     | 2–0       |
| Vélez Sarsfield      | 4:1    | Atlético Nacional | 1–0     | 1–1       |
| Lanús                | 3:3    | Vasco da Gama     | 1–2     | 2–1 (4–5) |
| Unión Española       | 0:6    | Boca Juniors      | 1–2     | 2–3       |

A
|                 | 25 april        | Internacional | 0 – 0   | Fluminense | Estádio Beira-Rio, Porto Alegre                   |                                                   |
| 21:50 UTC−03:00 | 21:50 UTC−03:00 |               | Rapport |            | Publik: 32 268 Domare: Paulo Oliveira (Brasilien) | Publik: 32 268 Domare: Paulo Oliveira (Brasilien) |
| 21:50 UTC−03:00 | 21:50 UTC−03:00 |               |         |            | Publik: 32 268 Domare: Paulo Oliveira (Brasilien) | Publik: 32 268 Domare: Paulo Oliveira (Brasilien) |
| 21:50 UTC−03:00 | 21:50 UTC−03:00 |               |         |            | Publik: 32 268 Domare: Paulo Oliveira (Brasilien) | Publik: 32 268 Domare: Paulo Oliveira (Brasilien) |

|                 | 10 maj          | Fluminense                   | 2 – 1           | Internacional      | Estádio Olímpico João Havelange, Rio de Janeiro  |                                                  |
| 22:00 UTC−03:00 | 22:00 UTC−03:00 | Leandro Euzebio 15′ Fred 45′ | (2 – 1) Rapport | Leandro Damião 13′ | Publik: 33 386 Domare: Wilson Seneme (Brasilien) | Publik: 33 386 Domare: Wilson Seneme (Brasilien) |
| 22:00 UTC−03:00 | 22:00 UTC−03:00 |                              |                 |                    | Publik: 33 386 Domare: Wilson Seneme (Brasilien) | Publik: 33 386 Domare: Wilson Seneme (Brasilien) |
| 22:00 UTC−03:00 | 22:00 UTC−03:00 |                              |                 |                    | Publik: 33 386 Domare: Wilson Seneme (Brasilien) | Publik: 33 386 Domare: Wilson Seneme (Brasilien) |

B
|                 | 2 maj           | Emelec | 0 – 0   | Corinthians | Estadio George Capwell, Guayaquil |                                  |
| 19:50 UTC−05:00 | 19:50 UTC−05:00 |        | Rapport |             | Domare: José Buitrago (Colombia)  | Domare: José Buitrago (Colombia) |
| 19:50 UTC−05:00 | 19:50 UTC−05:00 |        |         |             | Domare: José Buitrago (Colombia)  | Domare: José Buitrago (Colombia) |
| 19:50 UTC−05:00 | 19:50 UTC−05:00 |        |         |             | Domare: José Buitrago (Colombia)  | Domare: José Buitrago (Colombia) |

|                 | 9 maj           | Corinthians                           | 3 – 0           | Emelec | Estádio do Pacaembu, São Paulo  |                                 |
| 22:00 UTC−03:00 | 22:00 UTC−03:00 | Fábio Santos 7′ Paulinho 64′ Alex 85′ | (1 – 0) Rapport |        | Domare: Darío Ubriaco (Uruguay) | Domare: Darío Ubriaco (Uruguay) |
| 22:00 UTC−03:00 | 22:00 UTC−03:00 |                                       |                 |        | Domare: Darío Ubriaco (Uruguay) | Domare: Darío Ubriaco (Uruguay) |
| 22:00 UTC−03:00 | 22:00 UTC−03:00 |                                       |                 |        | Domare: Darío Ubriaco (Uruguay) | Domare: Darío Ubriaco (Uruguay) |

C
|                 | 25 april        | Bolívar                     | 2 – 1           | Santos       | Estadio Hernando Siles, La Paz |                               |
| 20:50 UTC−04:00 | 20:50 UTC−04:00 | Rafael 1′ (sjm.) Campos 74′ | (1 – 1) Rapport | Maranhão 34′ | Domare: Enrique Osses (Chile)  | Domare: Enrique Osses (Chile) |
| 20:50 UTC−04:00 | 20:50 UTC−04:00 |                             |                 |              | Domare: Enrique Osses (Chile)  | Domare: Enrique Osses (Chile) |
| 20:50 UTC−04:00 | 20:50 UTC−04:00 |                             |                 |              | Domare: Enrique Osses (Chile)  | Domare: Enrique Osses (Chile) |

|                 | 10 maj          | Santos                                                                         | 8 – 0           | Bolívar | Estádio Urbano Caldeira, Santos  |                                  |
| 19:30 UTC−03:00 | 19:30 UTC−03:00 | Elano 6′, 49′ Neymar 21′ (str.), 36′ Ganso 27′, 52′ Alan Kardec 29′ Borges 60′ | (5 – 0) Rapport |         | Domare: Martín Vázquez (Uruguay) | Domare: Martín Vázquez (Uruguay) |
| 19:30 UTC−03:00 | 19:30 UTC−03:00 |                                                                                |                 |         | Domare: Martín Vázquez (Uruguay) | Domare: Martín Vázquez (Uruguay) |
| 19:30 UTC−03:00 | 19:30 UTC−03:00 |                                                                                |                 |         | Domare: Martín Vázquez (Uruguay) | Domare: Martín Vázquez (Uruguay) |

D
|                 | 3 maj           | Deportivo Quito                          | 4 – 1           | Universidad de Chile | Estadio Olímpico Atahualpa, Quito |                                   |
| 19:15 UTC−05:00 | 19:15 UTC−05:00 | Alustiza 30′, 56′ Checa 45′ Martínez 82′ | (2 – 1) Rapport | Rodríguez 36′        | Domare: Francisco Chacón (Mexiko) | Domare: Francisco Chacón (Mexiko) |
| 19:15 UTC−05:00 | 19:15 UTC−05:00 |                                          |                 |                      | Domare: Francisco Chacón (Mexiko) | Domare: Francisco Chacón (Mexiko) |
| 19:15 UTC−05:00 | 19:15 UTC−05:00 |                                          |                 |                      | Domare: Francisco Chacón (Mexiko) | Domare: Francisco Chacón (Mexiko) |

|                 | 10 maj          | Universidad de Chile                                    | 6 – 0           | Deportivo Quito | Estadio Nacional Julio Martínez Prádanos, Santiago |                                   |
| 21:00 UTC−04:00 | 21:00 UTC−04:00 | Fernándes 20′, 27′ Díaz 35′ Mena 56′ Henríquez 70′, 73′ | (3 – 0) Rapport |                 | Domare: Néstor Pitana (Argentina)                  | Domare: Néstor Pitana (Argentina) |
| 21:00 UTC−04:00 | 21:00 UTC−04:00 |                                                         |                 |                 | Domare: Néstor Pitana (Argentina)                  | Domare: Néstor Pitana (Argentina) |
| 21:00 UTC−04:00 | 21:00 UTC−04:00 |                                                         |                 |                 | Domare: Néstor Pitana (Argentina)                  | Domare: Néstor Pitana (Argentina) |

E
|                 | 1 maj           | Cruz Azul  | 1 – 1           | Libertad      | Estadio Azul, Mexico City           |                                     |
| 21:30 UTC−05:00 | 21:30 UTC−05:00 | Orozco 26′ | (1 – 0) Rapport | Velázquez 70′ | Domare: Sergio Pezzotta (Argentina) | Domare: Sergio Pezzotta (Argentina) |
| 21:30 UTC−05:00 | 21:30 UTC−05:00 |            |                 |               | Domare: Sergio Pezzotta (Argentina) | Domare: Sergio Pezzotta (Argentina) |
| 21:30 UTC−05:00 | 21:30 UTC−05:00 |            |                 |               | Domare: Sergio Pezzotta (Argentina) | Domare: Sergio Pezzotta (Argentina) |

|                 | 8 maj           | Libertad             | 2 – 0           | Cruz Azul | Estadio Dr. Nicolás Léoz, Asunción |                                    |
| 21:30 UTC−04:00 | 21:30 UTC−04:00 | Núñez 9′ Cáceres 49′ | (1 – 0) Rapport |           | Domare: Leandro Vuaden (Brasilien) | Domare: Leandro Vuaden (Brasilien) |
| 21:30 UTC−04:00 | 21:30 UTC−04:00 |                      |                 |           | Domare: Leandro Vuaden (Brasilien) | Domare: Leandro Vuaden (Brasilien) |
| 21:30 UTC−04:00 | 21:30 UTC−04:00 |                      |                 |           | Domare: Leandro Vuaden (Brasilien) | Domare: Leandro Vuaden (Brasilien) |

F
|                 | 1 maj           | Atlético Nacional | 0 – 1           | Vélez Sarsfield | Estadio Atanasio Girardot, Medellín |                                 |
| 19:15 UTC−05:00 | 19:15 UTC−05:00 |                   | (0 – 1) Rapport | Bella 8′        | Domare: Darío Ubriaco (Uruguay)     | Domare: Darío Ubriaco (Uruguay) |
| 19:15 UTC−05:00 | 19:15 UTC−05:00 |                   |                 |                 | Domare: Darío Ubriaco (Uruguay)     | Domare: Darío Ubriaco (Uruguay) |
| 19:15 UTC−05:00 | 19:15 UTC−05:00 |                   |                 |                 | Domare: Darío Ubriaco (Uruguay)     | Domare: Darío Ubriaco (Uruguay) |

|                 | 8 maj           | Vélez Sarsfield | 1 – 1           | Atlético Nacional | Estadio José Amalfitani, Buenos Aires |                                   |
| 20:00 UTC−03:00 | 20:00 UTC−03:00 | Fernández 52′   | (0 – 0) Rapport | Mosquera 69′      | Domare: Julio Quintana (Paraguay)     | Domare: Julio Quintana (Paraguay) |
| 20:00 UTC−03:00 | 20:00 UTC−03:00 |                 |                 |                   | Domare: Julio Quintana (Paraguay)     | Domare: Julio Quintana (Paraguay) |
| 20:00 UTC−03:00 | 20:00 UTC−03:00 |                 |                 |                   | Domare: Julio Quintana (Paraguay)     | Domare: Julio Quintana (Paraguay) |

G
|                 | 2 maj           | Vasco da Gama                  | 2 – 1           | Lanús        | Estádio São Januário, Rio de Janeiro |                                   |
| 21:50 UTC−03:00 | 21:50 UTC−03:00 | Alecsandro 25′ Diego Souza 42′ | (2 – 0) Rapport | Regueiro 62′ | Domare: Roberto Silvera (Uruguay)    | Domare: Roberto Silvera (Uruguay) |
| 21:50 UTC−03:00 | 21:50 UTC−03:00 |                                |                 |              | Domare: Roberto Silvera (Uruguay)    | Domare: Roberto Silvera (Uruguay) |
| 21:50 UTC−03:00 | 21:50 UTC−03:00 |                                |                 |              | Domare: Roberto Silvera (Uruguay)    | Domare: Roberto Silvera (Uruguay) |

|                 | 9 maj           | Lanús                                         | 2 – 1 (e.fl.)              | Vasco da Gama                                                      | Estadio Ciudad de Lanús, Lanús    |                                   |
| 22:00 UTC−03:00 | 22:00 UTC−03:00 | Pavone 60′ Gutiérrez 78′                      | (0 – 1, 0 – 0) Rapport     | Nilton 18′                                                         | Domare: Carlos Amarilla (Uruguay) | Domare: Carlos Amarilla (Uruguay) |
| 22:00 UTC−03:00 | 22:00 UTC−03:00 |                                               |                            |                                                                    | Domare: Carlos Amarilla (Uruguay) | Domare: Carlos Amarilla (Uruguay) |
| 22:00 UTC−03:00 | 22:00 UTC−03:00 | Regueiro Romero Velázquez Camoranesi Fritzler | Straffsparksläggning 4 – 5 | Felipe Juninho Pernambucano Carlos Alberto Renato Silva Alecsandro | Domare: Carlos Amarilla (Uruguay) | Domare: Carlos Amarilla (Uruguay) |

H
|                 | 2 maj           | Boca Juniors           | 2 – 1           | Unión Española | La Bombonera, Buenos Aires          |                                     |
| 19:30 UTC−03:00 | 19:30 UTC−03:00 | Riquelme 24′ Silva 89′ | (1 – 0) Rapport | Jaime 72′      | Domare: Víctor Hugo Carrillo (Peru) | Domare: Víctor Hugo Carrillo (Peru) |
| 19:30 UTC−03:00 | 19:30 UTC−03:00 |                        |                 |                | Domare: Víctor Hugo Carrillo (Peru) | Domare: Víctor Hugo Carrillo (Peru) |
| 19:30 UTC−03:00 | 19:30 UTC−03:00 |                        |                 |                | Domare: Víctor Hugo Carrillo (Peru) | Domare: Víctor Hugo Carrillo (Peru) |

|                 | 9 maj           | Unión Española       | 2 – 3           | Boca Juniors                            | Estadio Santa Laura-Universidad SEK, Santiago |                                  |
| 18:30 UTC−04:00 | 18:30 UTC−04:00 | Pineda 61′ Jaime 70′ | (0 – 1) Rapport | Insaurralde 25′ Mouche 49′ Riquelme 67′ | Domare: Wilmar Roldán (Colombia)              | Domare: Wilmar Roldán (Colombia) |
| 18:30 UTC−04:00 | 18:30 UTC−04:00 |                      |                 |                                         | Domare: Wilmar Roldán (Colombia)              | Domare: Wilmar Roldán (Colombia) |
| 18:30 UTC−04:00 | 18:30 UTC−04:00 |                      |                 |                                         | Domare: Wilmar Roldán (Colombia)              | Domare: Wilmar Roldán (Colombia) |

### Kvartsfinaler
| Lag 1                | Totalt | Lag 2           | Match 1 | Match 2   |
| -------------------- | ------ | --------------- | ------- | --------- |
| Fluminense           | 1:4    | Boca Juniors    | 0–1     | 1–1       |
| Corinthians          | 4:1    | Vasco da Gama   | 0–0     | 1–0       |
| Santos               | 3:3    | Vélez Sarsfield | 0–1     | 1–0 (4–2) |
| Universidad de Chile | 2:2    | Libertad        | 1–1     | 1–1 (5–3) |

K1
|                 | 17 maj          | Boca Juniors | 1 – 0           | Fluminense | La Bombonera, Buenos Aires                      |                                                 |
| 19:45 UTC−03:00 | 19:45 UTC−03:00 | Mouche 51′   | (0 – 0) Rapport |            | Publik: 45 000 Domare: José Buitrago (Colombia) | Publik: 45 000 Domare: José Buitrago (Colombia) |
| 19:45 UTC−03:00 | 19:45 UTC−03:00 |              |                 |            | Publik: 45 000 Domare: José Buitrago (Colombia) | Publik: 45 000 Domare: José Buitrago (Colombia) |
| 19:45 UTC−03:00 | 19:45 UTC−03:00 |              |                 |            | Publik: 45 000 Domare: José Buitrago (Colombia) | Publik: 45 000 Domare: José Buitrago (Colombia) |

|                 | 23 maj          | Fluminense         | 1 – 1           | Boca Juniors | Estádio Olímpico João Havelange (Engenhão), Rio de Janeiro |                                              |
| 19:30 UTC−03:00 | 19:30 UTC−03:00 | Thiago Carleto 16′ | (1 – 0) Rapport | Silva 90′    | Publik: 36 276 Domare: Enrique Osses (Chile)               | Publik: 36 276 Domare: Enrique Osses (Chile) |
| 19:30 UTC−03:00 | 19:30 UTC−03:00 |                    |                 |              | Publik: 36 276 Domare: Enrique Osses (Chile)               | Publik: 36 276 Domare: Enrique Osses (Chile) |
| 19:30 UTC−03:00 | 19:30 UTC−03:00 |                    |                 |              | Publik: 36 276 Domare: Enrique Osses (Chile)               | Publik: 36 276 Domare: Enrique Osses (Chile) |

K2
|                 | 16 maj          | Vasco da Gama | 0 – 0   | Corinthians | Estádio São Januário, Rio de Janeiro |                                  |
| 21:50 UTC−03:00 | 21:50 UTC−03:00 |               | Rapport |             | Domare: Sandro Ricci (Brasilien)     | Domare: Sandro Ricci (Brasilien) |
| 21:50 UTC−03:00 | 21:50 UTC−03:00 |               |         |             | Domare: Sandro Ricci (Brasilien)     | Domare: Sandro Ricci (Brasilien) |
| 21:50 UTC−03:00 | 21:50 UTC−03:00 |               |         |             | Domare: Sandro Ricci (Brasilien)     | Domare: Sandro Ricci (Brasilien) |

|                 | 23 maj          | Corinthians  | 1 – 0   | Vasco da Gama | Estádio do Pacaembu, São Paulo                    |                                                   |
| 22:00 UTC−03:00 | 22:00 UTC−03:00 | Paulinho 87′ | Rapport |               | Publik: 35 974 Domare: Leandro Vuaden (Brasilien) | Publik: 35 974 Domare: Leandro Vuaden (Brasilien) |
| 22:00 UTC−03:00 | 22:00 UTC−03:00 |              |         |               | Publik: 35 974 Domare: Leandro Vuaden (Brasilien) | Publik: 35 974 Domare: Leandro Vuaden (Brasilien) |
| 22:00 UTC−03:00 | 22:00 UTC−03:00 |              |         |               | Publik: 35 974 Domare: Leandro Vuaden (Brasilien) | Publik: 35 974 Domare: Leandro Vuaden (Brasilien) |

K3
|                 | 17 maj          | Vélez Sarsfield | 1 – 0           | Santos | Estadio José Amalfitani, Buenos Aires |                                    |
| 22:00 UTC−03:00 | 22:00 UTC−03:00 | Obolo 35′       | (1 – 0) Rapport |        | Domare: Carlos Amarilla (Paraguay)    | Domare: Carlos Amarilla (Paraguay) |
| 22:00 UTC−03:00 | 22:00 UTC−03:00 |                 |                 |        | Domare: Carlos Amarilla (Paraguay)    | Domare: Carlos Amarilla (Paraguay) |
| 22:00 UTC−03:00 | 22:00 UTC−03:00 |                 |                 |        | Domare: Carlos Amarilla (Paraguay)    | Domare: Carlos Amarilla (Paraguay) |

|                 | 24 maj          | Santos                      | 1 – 0                      | Vélez Sarsfield                     | Estádio Urbano Caldeira, Santos   |                                   |
| 20:00 UTC−03:00 | 20:00 UTC−03:00 | Alan Kardec 77′             | (0 – 0) Rapport            |                                     | Domare: Roberto Silvera (Uruguay) | Domare: Roberto Silvera (Uruguay) |
| 20:00 UTC−03:00 | 20:00 UTC−03:00 |                             |                            |                                     | Domare: Roberto Silvera (Uruguay) | Domare: Roberto Silvera (Uruguay) |
| 20:00 UTC−03:00 | 20:00 UTC−03:00 | Alan Kardec Ganso Elano Léo | Straffsparksläggning 4 – 2 | J. Martínez Canteros Papa Domínguez | Domare: Roberto Silvera (Uruguay) | Domare: Roberto Silvera (Uruguay) |

K4
|                 | 16 maj          | Libertad   | 1 – 1           | Universidad de Chile | Estadio Dr. Nicolás Léoz, Asunción |                                 |
| 18:30 UTC−04:00 | 18:30 UTC−04:00 | Cáceres 7′ | (1 – 0) Rapport | Lorenzetti 55′       | Domare: Darío Ubriaco (Uruguay)    | Domare: Darío Ubriaco (Uruguay) |
| 18:30 UTC−04:00 | 18:30 UTC−04:00 |            |                 |                      | Domare: Darío Ubriaco (Uruguay)    | Domare: Darío Ubriaco (Uruguay) |
| 18:30 UTC−04:00 | 18:30 UTC−04:00 |            |                 |                      | Domare: Darío Ubriaco (Uruguay)    | Domare: Darío Ubriaco (Uruguay) |

|                 | 24 maj          | Universidad de Chile                       | 1 – 1                      | Libertad                      | Estadio Nacional Julio Martínez Prádanos, Santiago |                                  |
| 21:30 UTC−04:00 | 21:30 UTC−04:00 | Díaz 17′                                   | (1 – 1) Rapport            | González 22′ (sjm.)           | Domare: Wilmar Roldán (Colombia)                   | Domare: Wilmar Roldán (Colombia) |
| 21:30 UTC−04:00 | 21:30 UTC−04:00 |                                            |                            |                               | Domare: Wilmar Roldán (Colombia)                   | Domare: Wilmar Roldán (Colombia) |
| 21:30 UTC−04:00 | 21:30 UTC−04:00 | Aránguiz Díaz Ruidíaz Rodríguez Lorenzetti | Straffsparksläggning 5 – 3 | Velázquez Cáceres Ayala Muñoz | Domare: Wilmar Roldán (Colombia)                   | Domare: Wilmar Roldán (Colombia) |

### Semifinaler
| Lag 1                | Totalt | Lag 2        | Match 1 | Match 2 |
| -------------------- | ------ | ------------ | ------- | ------- |
| Universidad de Chile | 1:4    | Boca Juniors | 0 – 2   | 0 – 0   |
| Corinthians          | 4:1    | Santos       | 1 – 0   | 1 – 1   |

S1
|                 | 14 juni         | Boca Juniors               | 2 – 0           | Universidad de Chile | La Bombonera, Buenos Aires       |                                  |
| 20:15 UTC−03:00 | 20:15 UTC−03:00 | Silva 14′ Sánchez Miño 54′ | (1 – 0) Rapport |                      | Domare: Wilmar Roldán (Colombia) | Domare: Wilmar Roldán (Colombia) |
| 20:15 UTC−03:00 | 20:15 UTC−03:00 |                            |                 |                      | Domare: Wilmar Roldán (Colombia) | Domare: Wilmar Roldán (Colombia) |
| 20:15 UTC−03:00 | 20:15 UTC−03:00 |                            |                 |                      | Domare: Wilmar Roldán (Colombia) | Domare: Wilmar Roldán (Colombia) |

|                 | 21 juni         | Universidad de Chile | 0 – 0   | Boca Juniors | Estadio Nacional Julio Martínez Prádanos, Santiago |                                 |
| 20:15 UTC−04:00 | 20:15 UTC−04:00 |                      | Rapport |              | Domare: Darío Ubriaco (Uruguay)                    | Domare: Darío Ubriaco (Uruguay) |
| 20:15 UTC−04:00 | 20:15 UTC−04:00 |                      |         |              | Domare: Darío Ubriaco (Uruguay)                    | Domare: Darío Ubriaco (Uruguay) |
| 20:15 UTC−04:00 | 20:15 UTC−04:00 |                      |         |              | Domare: Darío Ubriaco (Uruguay)                    | Domare: Darío Ubriaco (Uruguay) |

S2
|                 | 13 juni         | Santos | 0 – 1           | Corinthians       | Estádio Urbano Caldeira                      |                                              |
| 21:50 UTC−03:00 | 21:50 UTC−03:00 |        | (0 – 1) Rapport | Emerson Sheik 28′ | Domare: Marcelo de Lima Henrique (Brasilien) | Domare: Marcelo de Lima Henrique (Brasilien) |
| 21:50 UTC−03:00 | 21:50 UTC−03:00 |        |                 |                   | Domare: Marcelo de Lima Henrique (Brasilien) | Domare: Marcelo de Lima Henrique (Brasilien) |
| 21:50 UTC−03:00 | 21:50 UTC−03:00 |        |                 |                   | Domare: Marcelo de Lima Henrique (Brasilien) | Domare: Marcelo de Lima Henrique (Brasilien) |

|                 | 20 juni         | Corinthians | 1 – 1           | Santos     | Estádio do Pacaembu, São Paulo                    |                                                   |
| 21:50 UTC−03:00 | 21:50 UTC−03:00 | Danilo 47′  | (0 – 1) Rapport | Neymar 39′ | Publik: 37 978 Domare: Leandro Vuaden (Brasilien) | Publik: 37 978 Domare: Leandro Vuaden (Brasilien) |
| 21:50 UTC−03:00 | 21:50 UTC−03:00 |             |                 |            | Publik: 37 978 Domare: Leandro Vuaden (Brasilien) | Publik: 37 978 Domare: Leandro Vuaden (Brasilien) |
| 21:50 UTC−03:00 | 21:50 UTC−03:00 |             |                 |            | Publik: 37 978 Domare: Leandro Vuaden (Brasilien) | Publik: 37 978 Domare: Leandro Vuaden (Brasilien) |